# Lăzărești (Moșoaia), Argeș
Lăzărești este un sat în comuna Moșoaia din județul Argeș, Muntenia, România.